# ایستگاه متروی همرسمیت (خط‌های پیکدلی و ناحیه)
ایستگاه متروی همرسمیت (انگلیسی: Hammersmith tube station) یکی از ایستگاه‌های خط پیکدیلی و خط ناحیه متروی لندن است.
این ایستگاه که در ناحیه همرسمیت قرار دارد در سال ۱۸۷۴ میلادی تأسیس شده‌است.